# Paranerita orbifer
Paranerita orbifer är en fjärilsart som beskrevs av George Francis Hampson 1916. Paranerita orbifer ingår i släktet Paranerita och familjen björnspinnare. Inga underarter finns listade i Catalogue of Life.